# Terra dell'incenso

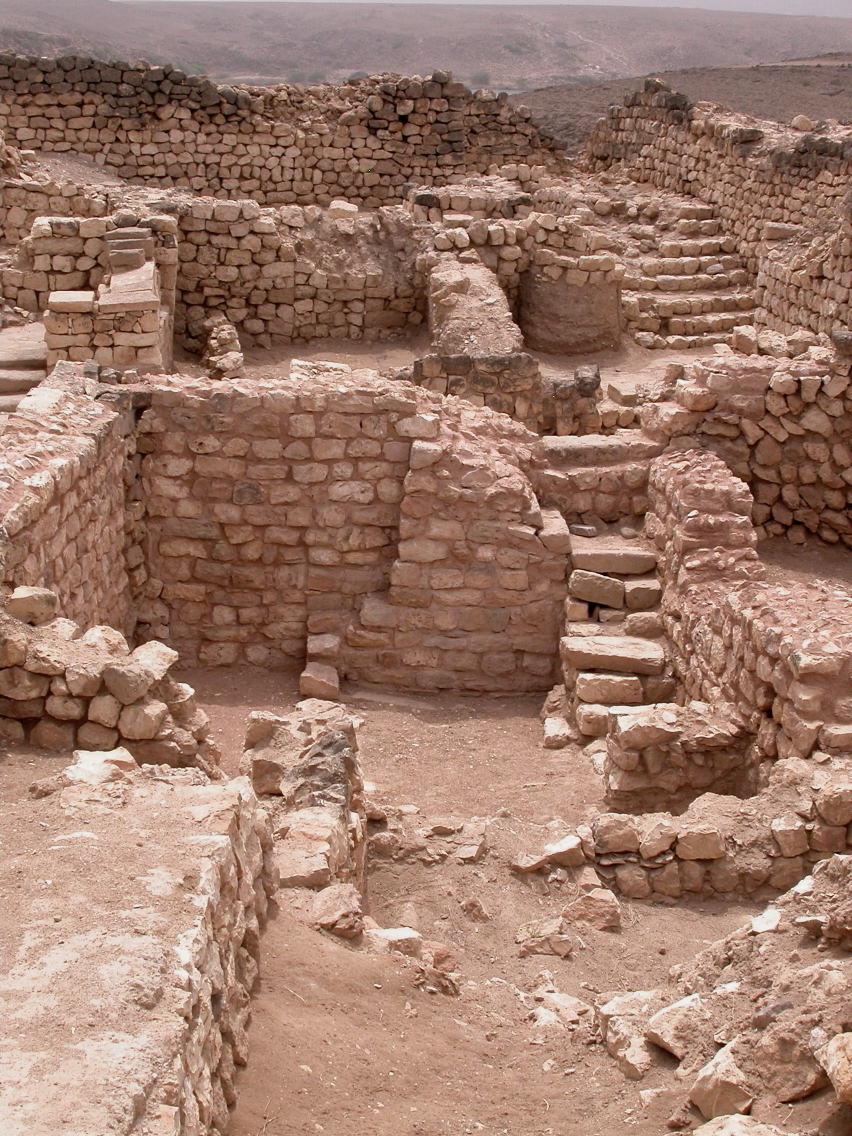
Le rovine dell'antica città di Sumharam noto anche come Khor Rori

La zona nota come Terra dell'incenso è un sito dell'Oman situato sulla Via dell'incenso. Il luogo ospita alberi di franchincenso ed i resti di un'oasi carovaniera fondamentale per il commercio medievale dell'incenso.
Il sito è stato nominato patrimonio dell'umanità dall'UNESCO nel 2000.